# Hệ thống kinh tế
Một hệ thống kinh tế, hay trật tự kinh tế hay là cơ cấu kinh tế hoặc cấu trúc kinh tế là một hệ thống sản xuất, phân bổ tài nguyên và phân phối hàng hóa và dịch vụ trong một xã hội hoặc một khu vực địa lý nhất định. Nó bao gồm sự kết hợp của các tổ chức, cơ quan, thực thể khác nhau, quá trình ra quyết định và mô hình tiêu dùng bao gồm cấu trúc kinh tế của một cộng đồng nhất định. Như vậy, một hệ thống kinh tế là một loại hệ thống xã hội. Phương thức sản xuất là một khái niệm liên quan đến hệ thống kinh tế. Tất cả các hệ thống kinh tế có ba câu hỏi cơ bản đặt ra: sản xuất cái gì, sản xuất như thế nào, với số lượng bao nhiêu và ai sẽ nhận được sản phẩm sản xuất ra.
Nghiên cứu về các hệ thống kinh tế bao gồm các cơ quan và tổ chức khác nhau được liên kết với nhau như thế nào, làm thế nào thông tin chảy giữa chúng và các mối quan hệ xã hội trong hệ thống (bao gồm quyền tài sản và cơ cấu quản lý). Việc phân tích các hệ thống kinh tế theo truyền thống tập trung vào sự phân đôi và so sánh giữa các nền kinh tế thị trường và nền kinh tế kế hoạch và về sự phân biệt giữa chủ nghĩa tư bản và chủ nghĩa xã hội. Sau đó, việc phân loại các hệ thống kinh tế được mở rộng để bao gồm các chủ đề và mô hình khác không phù hợp với sự phân đôi truyền thống. Ngày nay, hình thức tổ chức kinh tế thống trị ở cấp độ thế giới dựa trên các nền kinh tế hỗn hợp theo định hướng thị trường.